# Luccas Neto
Luccas Neto Ferreira (sinh ngày 8 tháng 2 năm 1992) là một diễn viên, và diễn viên hài kịch người Brasil. Anh được biết đến là một YouTuber ở Brasil, và có hơn 18 triệu lượt đăng ký. Kênh anh hiện đang đứng thứ 50 trong số những kênh được đăng ký nhiều nhất YouTube. Anh cũng là em trai của Felipe Neto, đứng thứ 23 trong số những kênh được đăng ký nhiều nhất YouTube.

## Sự nghiệp

### YouTube
Vào ngày 10 tháng 2 năm 2017, anh đã tải lên video đầu tiên, BANHEIRA DE NUTELLA !!! (80 KG ULTIMATE).
Kênh anh đã đạt 100,000 lượt đăng ký vào năm 2016, 1,000,000 lượt đăng ký vào năm 2017. và 10,000,000 lượt đăng ký vào năm 2018.
Tính đến Tháng 8 năm 2018, tổng số lượt xem của kênh anh đang là 3.4 tỷ.